# Mullite
La mullite est un silicate d'aluminium,.
La mullite a été décrite en 1924 par N.L. Bowen et J.W. Greig ; la même année, avec E.G. Zeis, ils lui ont donné son nom qui rappelle l'Île de Mull où elle a été observée pour la première fois.
Ce solide cristallin a été identifié initialement comme un composé stœchiométrique d'oxyde d'aluminium(III) et d'oxyde de silicium(IV) dont la composition est 3Al2O3,2SiO2 soit en masse, 72 % d'oxyde d'aluminium et 28 % d'oxyde de silicium.
| Famille | Subnésosilicate (sous-groupe des nésosilicates)               |
| Importance - Rarement présente à l'état naturel Ci-contre : Cristaux de mullite au mont Emmelberg, Üdersdorf, Daun, monts de l'Eifel Rhénanie-Palatinat Allemagne - La mullite est très commune dans les produits artificiels |                                                               |
| Formule de composition | Composition chimique non constante, généralement 3Al2O3,2SiO2 |
| Forme des cristaux | Habituellement allongés, de structure aciculaire              |
| Système cristallin | Orthorhombique                                                |
| Dureté Mohs | 6 - 7,5                                                       |

## Formation de la mullite

### Formation naturelle
La mullite est rare dans la nature, son dépôt naturel le plus important étant celui de l'Île de Mull où elle s'est formée dans des conditions exceptionnelles, très semblables à celles demandées pour la production de mullite artificielle : hautes températures et pressions relativement basses.

### Production de mullite artificielle
Comme indiqué précédemment, cette production nécessite de hautes températures et des pressions relativement basses.
Les silicates hydratés d'aluminium, les mélanges artificiels d'alumine et de silice, etc., se transforment en mullite par cuisson à haute température.
Les silicates d'alumine anhydres naturels, sillimanite (orthorhombique), andalousite (orthorhombique) et kyanite (triclinique), qui répondent à la formule chimique Al2SiO5, se transforment à haute température en mullite, avec libération de silice, selon la réaction irréversible (transformation irréversible, la mullite étant stable à toutes les températures) :
{\displaystyle \mathrm {3\ Al_{2}SiO_{5}\ =\ 3Al_{2}O_{3}.2SiO_{2}+\ SiO_{2}} }
Les creusets de Hesse, réputés pour leur grande résistance aux agents très réactifs et aux hautes températures, étaient obtenus par chauffage à température élevée d'argile kaolinitique. Les creusets du Moyen Âge tardif retrouvés contiennent de la mullite, qui serait à l'origine de leurs propriétés exceptionnelles.

## Mullite etsillimanite
La mullite a même structure que la sillimanite et on peut la considérer comme résultant du remplacement d’un certain nombre d’atomes de silicium Si par des atomes d’aluminium Al. Les spectres IR permettent l’identification de la substitution d’atomes de Si par des atomes d’Al, ce remplacement se faisant de manière « statistique ». La sillimanite bien organisée donne des bandes fines qui sont remplacées par des bandes très diffuses dans le cas de la mullite de structure désordonnée.

## Morphologie des cristaux
La morphologie aciculaire des cristaux (allongés, en forme d'aiguilles ou de bâtonnets) s'explique par la structure de la mullite formée de chaînes d'octaèdres AlO6 et de tétraèdres SiO4 et AlO4 parallèles à la direction d'allongement.

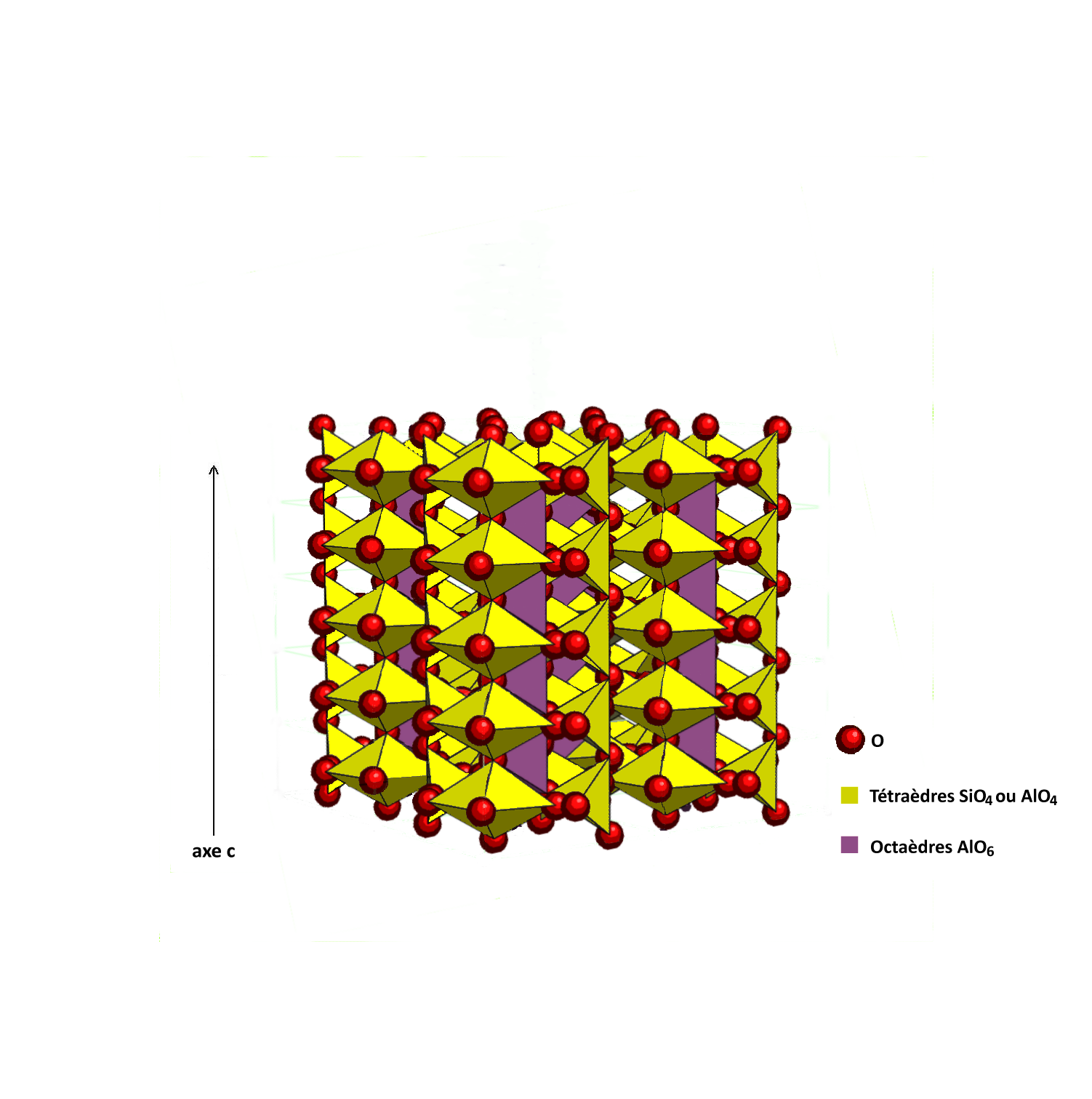
Structure de la mullite en 3D

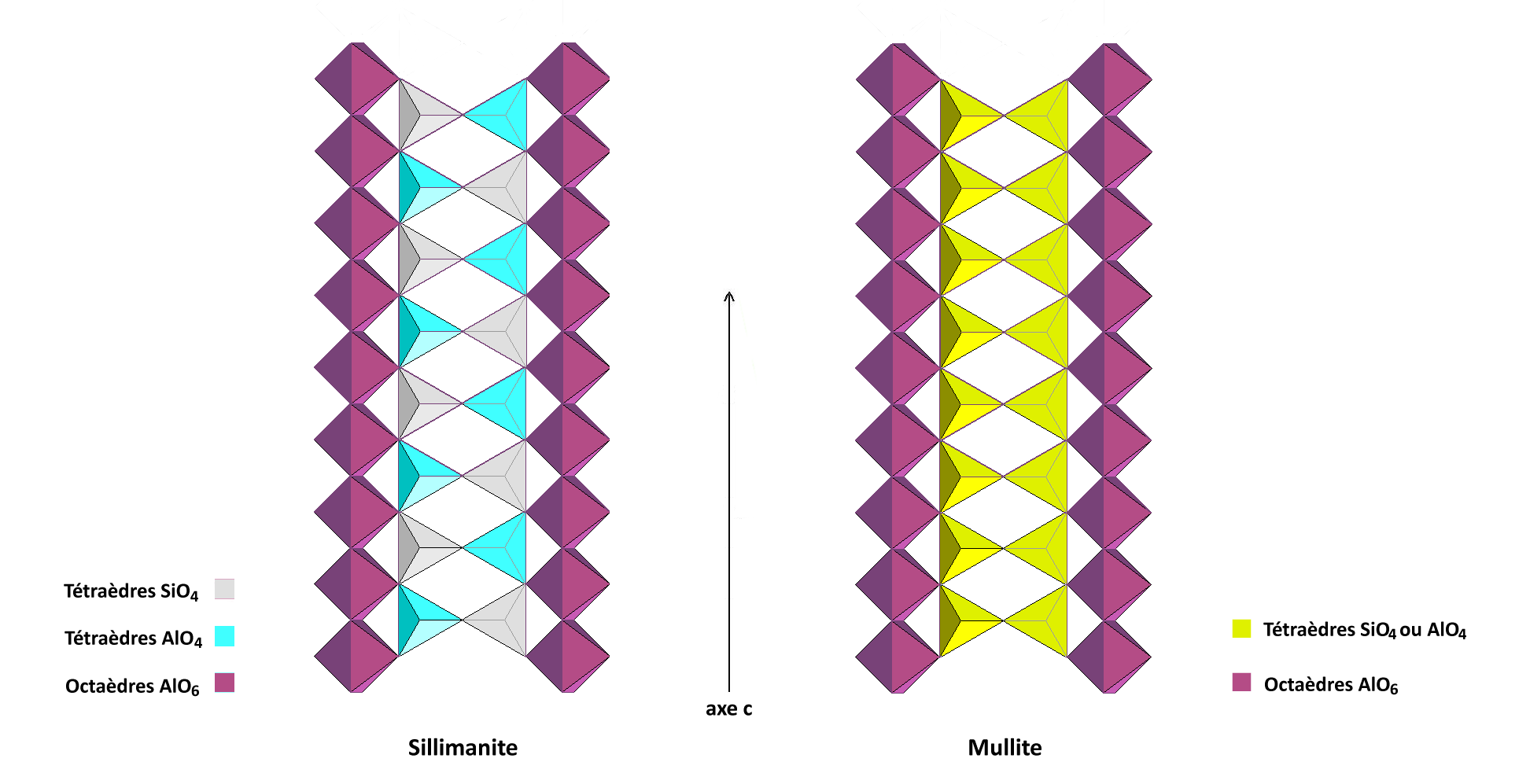
Coupes de la sillimanite et de la mullite

## Composition

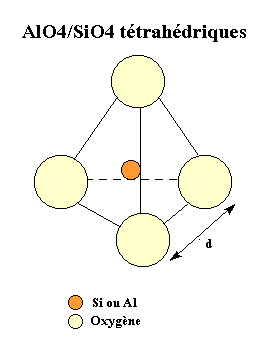
Tétraèdre AlO4 ou SiO4

La mullite peut présenter des écarts importants, par rapport à la stœchiométrie, sa composition pouvant en effet évoluer entre 3Al2O3,2SiO2 (mullite 3:2) et 2Al2O3,SiO2 (mullite 2:1).
En fait c’est une solution solide de composition Al2[Al2+2xSi2-2x]O10-x avec
0,17 ≤ x ≤ 0,5, les différentes stœchiométries étant obtenues par substitution d’atomes Si par des atomes Al dans les sites tétraédriques.

## La mullite dans le diagramme de phases silice-alumine

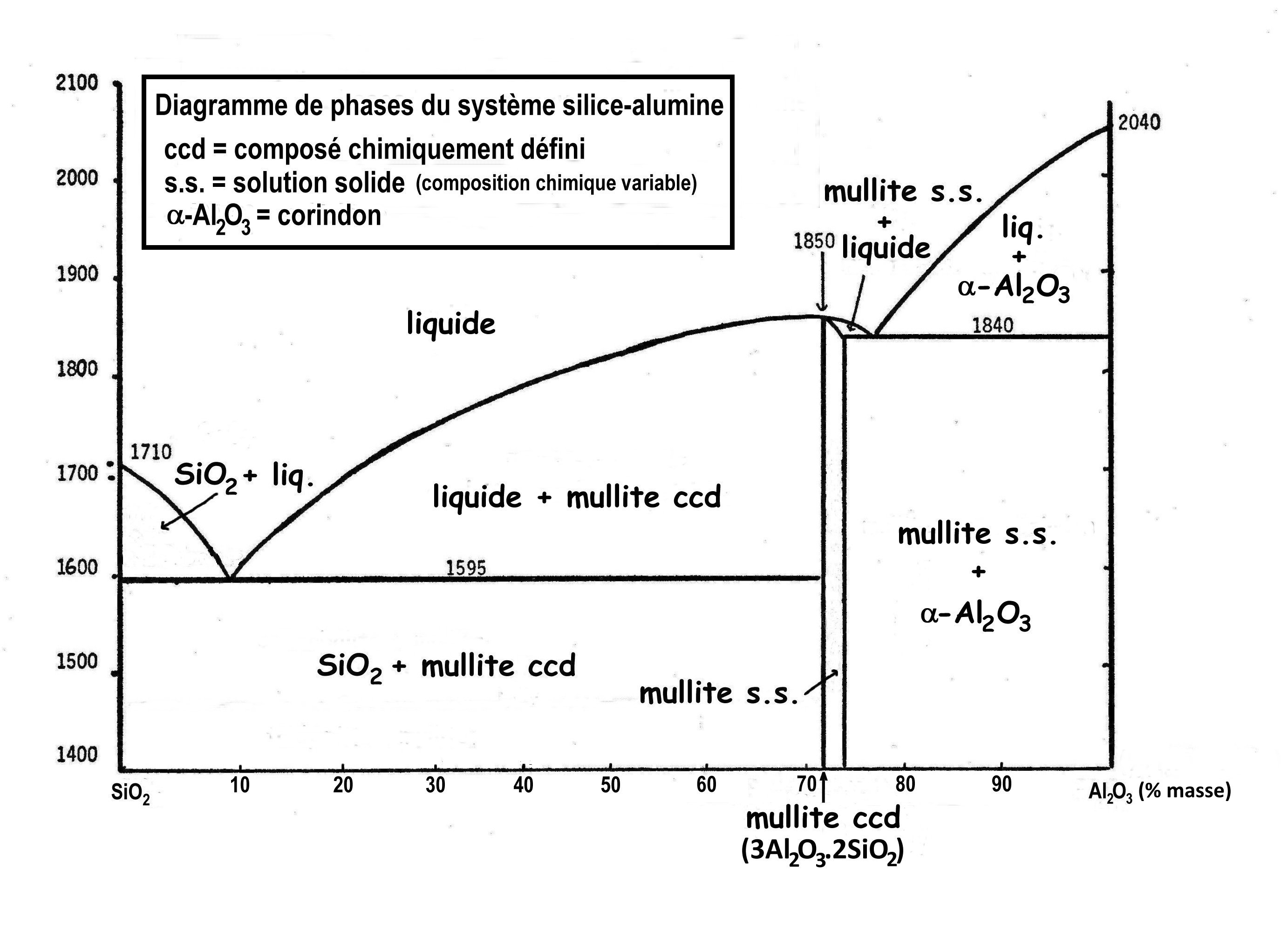
Diagramme de phases du système SiO_{2} – Al_{2}O_{3}.

La mullite est la phase la plus importante dans le diagramme de phases SiO2 – Al2O3. La cuisson à haute température, sous la pression atmosphérique, des mélanges d'alumine et de silice donne lieu à la formation de mullite. La transformation est irréversible, la mullite étant stable à toutes les températures : elle est donc très répandue dans les produits artificiels (« réfractaires sillimanitiques »). Néanmoins, elle est rare dans les roches naturelles, qui se sont formées sous des pressions élevées.
Sur le diagramme, la mullite de composition déterminée 3Al2O3,2SiO2 apparaît sous la forme d’une phase intermédiaire à l’abscisse 72 % (en masse) d’Al2O3. Cette mullite, désignée sous le nom de « mullite composé chimiquement défini » (mullite ccd), est, avec la silice SiO2, le constituant des solides (alliages céramiques) obtenus dans la partie gauche du diagramme (de 0 à 72 % en masse d’alumine). Dans la partie droite du diagramme, la petite ligne oblique en haut du diagramme (portion du solidus comprise entre 1850 et 1840 °C et entre 72 et environ 74 % Al2O3) caractérise, en dessous d’elle, la zone d’existence d’un solide appelé solution solide. Cette solution solide, de composition variable, désignée sous le nom de « mullite solution solide » (mullite s.s.), est la phase intermédiaire de la partie droite du diagramme ; elle est, avec l’alumine Al2O3, le constituant des alliages céramiques obtenus dans cette partie du diagramme.